# Mestra mardania
Mestra mardania är en fjärilsart som beskrevs av Pieter Cramer 1782. Mestra mardania ingår i släktet Mestra och familjen praktfjärilar. Inga underarter finns listade i Catalogue of Life.